# 內泰爾平齊
49°44′39″N 25°21′33″E / 49.74417°N 25.35917°E
内泰爾平齊（羅馬化：Neterpyntsi）是烏克蘭的村落，位於該國西部捷爾諾波爾州，由捷尔诺波尔区負責管轄，處於洛普尚卡河畔，始建於1780年，面積0.88平方公里，2001年人口191。